# Minnesinger
Minnesinger (nemško: Minne = ljubezen, singen = péti) je pevec nemških viteških pesmi. Minnesängerji so bili sodobniki francoskih trubadurjev in truverjev od 12. do 14. stoletja, vendar se njihove pesmi po karakterju in vsebini razlikujejo od pesmi francoskih vitezov. Nemška viteška lirika za razliko od francoske uporablja simbolistične in mistične vsebinske elemente. Petje minnesängerjev je bilo večinoma enoglasno, brez instrumentalne spremljave.